# Euxoa kerrvillei
Euxoa kerrvillei là một loài bướm đêm trong họ Noctuidae.